# أوست-كوت
أوست-كوت (الروسية: Усть-Кут) هي إحدى مدن روسيا في الكيان الفدرالي الروسي إركوتسك أوبلاست.